# Fundació Jaume Bofill
Fundació Jaume Bofill és una entitat fundada a Barcelona el 1969 per Josep Maria Vilaseca i Marcet i Teresa Roca i Formosa, en record del filòsof Jaume Bofill i Bofill. La seva missió és afavorir el coneixement crític de la nostra societat per contribuir a la seva transformació fins a assolir una societat més justa on les desigualtats hagin estat erradicades. La Fundació és totalment al marge d'institucions i partits polítics, confessions religioses i grups econòmics. Des de juliol de 2010, el director és Ismael Palacín i Giner.

## Història
La Fundació es va crear el 1969. Des de la seva creació, la Fundació Jaume Bofill va orientar la seva activitat cap a aquelles qüestions percebudes com a clau en cada moment per a la millora del país. Poc després, el 1971, arran de la tensió política del moment i de la constitució de l'Assemblea de Catalunya, una Brigada Político-Social va registrar les oficines de la Fundació i va detenir i jutjar el seu primer director i algun dels seus empleats. Per aquest motiu, el 28 d'octubre de 1973 es va gestar la Fundació Institut Pacis, creada legalment com a fundació eclesiàstica, més tolerada dins del marc normatiu del moment. Des de llavors, aquesta nova fundació seria l'encarregada de dotar de fons i finançar les activitats desenvolupades per la Fundació Jaume Bofill.
Un cop reinstaurada la democràcia, el 3 de juny de 1977 la Fundació Institut Pacis es va inscriure legalment com a entitat de caràcter civil-privada, amb seu al passeig de Gràcia, 77, de Barcelona. Teresa Roca Formosa i Josep Maria Vilaseca Marcet en van ser els  fundadors. El mateix any també es va crear la Fundació Serveis de Cultura Popular, que tenia l'objectiu de difondre la cultura en un sentit més ampli. Entre aquestes, cal destacar la recuperació de la memòria històrica, l'impuls d'una sociologia compromesa, el suport a iniciatives de cultura popular o l'aposta per una educació en valors actualitzada.
Progressivament, la institució va anar impulsant experiències de participació ciutadana amb l'objectiu de perfeccionar el funcionament democràtic, va fer estudis i anàlisis de les desigualtats socials, fent especial atenció a les característiques i els efectes dels moviments migratoris. El 1985 l'organització va rebre la Creu de Sant Jordi. El gener del 2000 l'entitat va reabsorbir la Fundació Serveis de Cultura Popular, creada el 1977. El desembre de 2006 van traslladar la seu al carrer de Provença, 324.
Des de l'any 2009 l'activitat de la Fundació Jaume Bofill se centra exclusivament en l'àmbit de l'educació. La seva activitat es concreta en diferents formats, entre els quals destaquen l'elaboració d'estudis, l'organització de seminaris i la realització de projectes d'intervenció.
El 2016 va presentar el projecte Escola 21, coordinat conjuntament amb la Unesco, la Universitat Oberta de Catalunya (UOC) i l'Obra Social La Caixa, amb l'objectiu d'acompanyar 200 centres per canviar a un sistema educatiu "més avançat". La iniciativa comptà amb el suport del Departament d'Ensenyament de la Generalitat de Catalunya. Tanmateix, fou criticada per sindicats de docents, forces d'esquerra i col·lectius en defensa de l'ensenyament públic com una forma de fomentar la privatització de l'educació defensant mesures que cerquen "atomitzar el sistema educatiu i propiciar una involució en els fonaments democràtics que havien caracteritzat l'escola pública catalana, i fomenten la jerarquització i la gestió privada en escoles i instituts".

## Directors
- Fèlix Martí (1969 - 1971)
- Jordi Porta (1971- 2001)
- Jordi Sànchez (2001- 2010)
- Ismael Palacín i Giner (2010- avui)

## Premis i reconeixements
- 1985 - Creu de Sant Jordi
- 1993 - Placa Narcís Monturiol[10]
- 2014 - Premi Fapel.[11]